# Burmannia stricta
Burmannia stricta ist eine Pflanzenart aus der Familie der Burmanniaceae. Sie ist nur von einem Einzelfund aus Kerala, Indien bekannt. 

## Beschreibung
Burmannia stricta ist eine einjährige, blattgrünlose, durchgehend weißliche, unverzweigt wachsende krautige Pflanze, die zur Blütezeit eine Wuchshöhe von 5 bis 11 Zentimeter erreicht. Sie ist mykotroph. Ein Rhizom ist nicht vorhanden, die Wurzeln sind faserig und kurz. Die Blätter sind 2,2 bis 4 Millimeter lang. Sie fehlen am Ansatz und kommen nur vereinzelt am Stängel vor, dort sind sie eiförmig-lanzettlich, schuppenartig, spitz zulaufend, eng anliegend und am Ansatz gekielt.
Blüte- und Fruchtzeit ist der November. Der Blütenstand besteht aus ein oder zwei Blüten. Die ungestielten Blüten sind 6,5 bis 9,6 Millimeter lang, die Blütenröhre ist zylindrisch und 3,3 Millimeter lang, die 7 bis 9 Millimeter langen und 1,7 bis 2,2 Millimeter breiten Flügel sind halbiert elliptisch und verlaufen vom Ansatz der äußeren Blütenlappen bis unterhalb des Ansatzes des Fruchtknotens. Die äußeren Blütenlappen sind dreieckig, aufrecht, mit dünnen oder leicht fleischigen Rändern, einem zugespitzten äußeren Ende und 1,2 bis 1,4 Millimeter lang. Die inneren Blütenlappen sind linealisch lanzettlich mit einem zugespitzten äußeren Ende und 0,6 Millimeter lang. Die Staubfäden sind ungestielt und setzen im Blütenhüllschlund an, unterhalb der inneren Blütenlappen. Das Konnektiv weist zwei kurze, seitliche Arme auf, die die Thecae tragen sowie am Ansatz einen abwärts weisenden Sporn. Der Griffel ist  ebenso lang wie die Kronröhre und fadenförmig, an seinem Ende stehen die drei annähernd ungestielten, trompetenförmigen Narben.
Die Fruchtknoten sind elliptisch und 3 bis 4,2 Millimeter lang. Die elliptische oder verkehrt-eiförmige Kapsel öffnet sich entlang von Querschlitzen. Die Samen sind zahlreich und elliptisch.

## Verbreitung
Burmannia stricta ist nur von einem Einzelfund in Kerala, Indien bekannt, wo sie auf 1400 Meter gefunden wurde.

## Systematik
Die Art wurde 1938 von Fredrik Pieter Jonker anhand eines Fundes aus dem Jahre 1909 erstbeschrieben.

## Nachweise
1. 1 2 3 4 5  Dianxiang Zhang: Systematics of Burmannia L. (Burmanniaceae) in the Old World, S. 255–256, in: Hong Kong University Theses Online, Thesis (Ph.D.), University of Hong Kong, 1999